# Atimura fujiwarai
Atimura fujiwarai es una especie de escarabajo del género Atimura, familia Cerambycidae. Fue descrita científicamente por Hayashi en 1994.
Se distribuye por China. Posee una longitud corporal de 10 milímetros. El período de vuelo de esta especie ocurre únicamente en el mes de mayo.